# Loch Nant
Loch Nant  ist ein schottischer See, der aufgestaut wurde.

## Beschreibung
Der Loch Nant liegt im ehemaligen Distrikt Lorne in der Council Area Argyll and Bute etwa vier Kilometer nordwestlich des wesentlich größeren Loch Awe. Nordwestlich erhebt sich der 550 Meter hohe Beinn Ghlas. Seine Ufer sind unbesiedelt. Zu den nächstgelegenen Weilern zählt das rund drei Kilometer südöstlich befindliche Kilchrenan. Oban liegt rund 14 Kilometer nordwestlich. Der See ist nicht über Straßen erschlossen. Die B845 verläuft drei Kilometer östlich. Mit dem Loch na Carraigeach, dem Loch an Leòid und dem Loch an Droighinn befinden sich drei kleine Seen direkt östlich, die jedoch nicht direkt mit Loch Nant verbunden sind.
Der See liegt auf einer Höhe von 206 Metern. Um 1963 wurde er durch ein Stauwerk am heutigen Nordostufer zusätzlich aufgestaut. Es handelt sich hierbei um ein Betondamm ohne Besonderheiten. Durch das Aufstauen änderten dich die Seemaße von einer maximalen Länge von 1,5 Kilometern und maximalen Breite von rund 550 Metern auf heute 1,7 Kilometern Länge und 1,0 Kilometern Breite.
Verschiedene Bäche speisen den Loch Nant, von denen der am Westufer einmündende Abhainn Cam Linnhe den Hauptzufluss darstellt. Das Einzugsgebiet des Sees bedeckt 24,7 Quadratkilometer und umfasst im Wesentlichen Grasland (54 %) und Waldflächen (21 %) westlich des Sees. Grundwasser macht rund 9 % des Zuflusses aus. Die Seefläche beträgt etwa 2,1 Quadratkilometer. Aus der mittleren Tiefe des Loch Nant von 7,4 Metern, seine maximale Tiefe beträgt 28 Meter, ergibt sich ein Volumen von etwa 1,55 Mio. Kubikmetern. Der Seeumfang beträgt rund 13 Kilometer. An der Staumauer fließt der Nant ab, der nach rund neun Kilometern bei Taynuilt in den Meeresarm Loch Etive mündet.

## Nant Power Station
Die Aufstauung war zur Nutzung des Loch Nant zur Wasserkraftnutzung erforderlich. Die Nant Power Station wurde als Teil des Awe Hydro-Electric Scheme im Jahre 1963 in Betrieb genommen. Sie befindet sich südlich des Sees nahe dem Nordufer des Loch Awe, in den sie entwässert. Aus einem Höhenunterschied von 172 Metern zwischen See und Generator wird eine Leistung von 15 MW gewonnen. Das Kraftwerk selbst ist unterirdisch installiert. Das Wasser wird über einen Turm am Südufer des Loch Nant entnommen. und über einen Damm weiter südlich den Druckröhren zugeführt.